# هانس کلودت
هانس کلودت (انگلیسی: Hans Klodt; ۱۰ ژوئن ۱۹۱۴ – ۷ نوامبر ۱۹۹۶) بازیکن فوتبال اهل آلمان بود.
از باشگاه‌هایی که در آن بازی کرده‌است می‌توان به باشگاه فوتبال شالکه ۰۴ اشاره کرد.
وی همچنین در تیم ملی فوتبال آلمان بازی کرده‌است.